# Сумрак сага: Помрачење
Сумрак сага: Помрачење (енгл. The Twilight Saga: Eclipse), скраћено Помрачење, амерички je љубавни и фантастични филм из 2010. године у режији Дејвида Слејда. Темељи се на истоименом роману Стефени Мајер. Трећи је део филмског серијала Сумрак сага, након филмова Сумрак из 2008. и Млад месец из 2009. године. Главне улоге глуме Кристен Стјуарт, Роберт Патинсон и Тејлор Лаутнер. Мелиса Розенберг, која је написала сценарије за Сумрак и Млад месец, понавља улогу сценаристкиње.
У фебруару 2009. Summit Entertainment дао је зелено светло филму. Снимање је почело 17. августа 2009. у Ванкуверу, а завршено је у октобру, са постпродукцијом која је почела почетком следећег месеца. Брајс Далас Хауард придружила се глумачкој постави као споредни лик, Викторија, кога је у прва два филма глумила Рашел Лефевр.
Премијерно је приказан 24. јуна 2010. године у Лос Анђелесу, а постао је први (и једини) филм из серије који је приказиван у IMAX формату. Поводом премијере филма у Србији, Tuck Vision организовао је специјалну хуманитарну акцију под слоганом „продужи некоме живот, дај крв у Сумрак, пре Помрачења”. Хуманитарна акција организована је у сарадњи са Институтом за трансфузију крви Србије. Филм добио помешане критика стручњака. Држао је рекорд за најраспрострањеније приказивање филма у поноћ у САД и Канади, са зарадом од око 30 милиона долара, све док га није надмашио филм Хари Потер и реликвије Смрти 2 из 2011. године. Филм је остварио највећу зараду који је премијерно приказан у среду у историји САД и Канаде, са 68.533.840 долара, надмашивши филм Трансформерси: Освета пораженог који је зарадио 62 милиона долара. Помрачење је такође постао филм са најраспрострањенијим приказивањем, у преко 4.416 биоскопа, надмашивши претходника, Млад месец, који је држао рекорд од новембра 2009. године.

## Радња
У Сијетлу, недалеко од Форкса, Викторија напада Рајлија Бирса, како би створила војску новорођенчади у освети Едварду Калену јер је убио њеног партнера, Џејмса. За то време, Едвард и Бела Свон разговарају о компликацијама у преображају у вампира. Са 18 година, годину дана више него што је Едвард имао када је постао вампир, Бела изражава своју аверзију према идеји да се уда тако млада, али Едвард одбија да је претвори у вампира док се не венчају. Док Чарли Свон истражује нестанак Рајлија Бирса, Едвард сумња да су његов нестанак проузроковала вампирска новорођенчад.
Иако Едвард страхује за њену сигурност, Бела инсистира да јој Џејкоб Блек и остатак чопора вукодлака никада не би наудили. Бела одлази да види Џејкоба и враћа се кући неповређена. Током једне од њених посета, Џејкоб признаје да је заљубљен у Белу и на силу је љуби против њене воље. Бесна, она га удари и ишчаши руку, а Едвард затим прети Џејкобу. Бела забрањује Џејкобу и другим чланова његовог чопора да пристуствују њеној матури, али кад се Џејкоб извини за своје понашање, она му опрашта.
У међувремену, Алис има визију новорођене војске вампира која напада Форкс, док је предводи Рајли Бирс. Џејкоб, у пратњи Квила и Ембрија, чује за ово, што доводи до савеза између Каленових и вукдлака. Касније, Каленови и вукодлаци договарају се о месту састанка и времену за обуку и дискусију о стратегији. Током обуке, Џаспер објашњава Бели да га је створио вампир по имену Марија да контролише новорођену војску. Мрзео је своје првобитно постојање и по упознавању Алис придружио се Каленовима с њом. Бела види праву везу између вампирског пара и почиње боље да разуме Џаспера. Упркос њеној невољности да се уда, Бела схвата да јој је вечност с Едвардом важнија од свега и пристаје да се уда за њега. Едвард и Бела кампују у планинама како би сакрили Белу од крволочне новорођенчади. Током ноћи, Бела чује разговор између Едварда и Џејкоба, у којем привремено остављају по страни своју мржњу један према другом. Ујутро, Џејкоб чује Едварда и Белу како разговарају о њиховој просидби и одлази. Бела га очајнички моли да је пољуби, а истовремено схвата да се заљубила у њега. Едвард сазнаје за пољубац, али није узнемирен, јер Бела, знајући да њена љубав према Џејкобу није толико јака као и њена љубав према Едварду, говори Едварду да га воли више од Џејкоба.
Кад се појави Викторија, Едвард је убија док Сет убија Рајлија. Калнови и вукодлаци уништавају њену „војску”, док повређени Џејкоб спашава Лију Клирвотер од новорођенчета. Неколико припадника вампирског ковена, Волтури, долази да се обрачуна са новорођеном војском. Такође виде да Каленови чувају новорођенче, Бри Танер, која одбија да се бори и предаје се Карлајлу и Есме. Џејн мучи Бри како би прикупила информације, а затим наређује Феликсу да је убије, упркос борби Каленових да је поштеде. Кад Џејн примети да ће Кају бити занимљиво што је Бела још увек човек, Бела је обавештава да је датум њеног преображаја одређен. Бела посећује повређеног Џејкоба да му каже да је, иако је заљубљена у њега, одлучила да буде са Едвардом. Сломљеног срца, али спреман да прихвати њен избор, Џејкоб престаје да стане између ње и Едварда.
Бела и Едвард одлазе на ливаду, где му она каже да је одлучила да учини све на свој начин: жели се прво удати, водити љубав, а затим се претворити у вампира. Она такође објашњава да никада није била нормална и никада неће бити; цео живот се осећала као да нешто с њом није у реду, али када је с Едвардом, осећа се јаче и потпуније. На крају приче одлучују да морају рећи Чарлију о својој веридби.

## Улоге
- Кристен Стјуарт као Бела Свон
- Роберт Патинсон као Едвард Кален
- Тејлор Лаутнер као Џејкоб Блек
- Питер Фачинели као Карлајл Кален
- Елизабет Ризер као Есме Кален
- Ешли Грин као Алис Кален
- Келан Лац као Емет Кален
- Ники Рид као Розали Хејл
- Џексон Ратбон као Џаспер Хејл
- Били Берк као Чарли Свон
- Брајс Далас Хауард као Викторија
- Дакота Фанинг као Џејн
- Камерон Брајт као Алек
- Завијер Самјуел као Рајли Бирс
- Џодел Ферланд као Бри Танер
- Сара Кларк као Рене Двајер
- Ана Кендрик као Џесика Стенли
- Мајкл Велч као Мајк Њутон
- Каталина Сандино Морено као Марија